# Стебник (притока Серету)
Сте́бник — річка в Україні, у Вижницькому районі Чернівецької області. Ліва притока Серету (басейн Дунаю).

## Опис
Довжина річки приблизно 10 км. Формується з багатьох безіменних струмків.

## Розташування
Бере початок на південному заході від гори Магури. Тече переважно на північний схід. Впадає в Серет у південній частині смт Берегомет (на південний захід від села Заріччя). 
Річку перетинає автошлях Т 2609.